# Механична енергия
Механична енергия (в класическата механика) е сумата от кинетичната и потенциалната енергия на една система. Общата формула е:
{\displaystyle \ E_{m}=E_{k}+E_{p}}
където:
{\displaystyle \ E_{m}} е цялата механична енергия на системата
{\displaystyle \ E_{k}} е кинетичната енергия
{\displaystyle \ E_{p}} е потенциалната енергия.
От своя страна кинетичната енергия е сума от транслационната кинетична енергия и ротационната кинетична енергия:
{\displaystyle \ E_{k}={\frac {1}{2}}mv^{2}+{\begin{matrix}{\frac {1}{2}}\end{matrix}}I\omega ^{2}}
а потенциалната енергия е сума от гравитационната потенциална енергия и еластичната потенциална енергия.
{\displaystyle E_{p}=m\,g\,h+{\begin{matrix}{\frac {1}{2}}\end{matrix}}k\,x^{2}}

## Кинетична енергия на въртенето
Кинетичната енергия на въртящо се тяло около неподвижна ос е {\displaystyle \ E_{k}={\begin{matrix}{\frac {1}{2}}\end{matrix}}I\omega ^{2}}
Ако тялото извършва едновременно постъпателно и въртеливо движение, кинетичната му енергия е сума от кинетичната енергия на постъпателното движение на центъра на масите и кинетичната енергия на въртеливото движение спрямо центъра на масите: {\displaystyle \ E_{k}={\frac {1}{2}}mv^{2}+{\begin{matrix}{\frac {1}{2}}\end{matrix}}I\omega ^{2}}
За затворена система механичната енергия Е не се променя,:{\displaystyle \ E={\frac {1}{2}}mv^{2}+{\begin{matrix}{\frac {1}{2}}\end{matrix}}I\omega ^{2}+E_{p}=const}. За отворена система изменението на механичната енергия е равно на работата, извършена от външните сили.